# 맹 (성씨)
맹(孟)씨는 중국과 한국의 성씨이다. 맹씨는 2021년 대한민국 통계청 인구조사에서 22,028명으로 조사되었다. 본관은 신창(新昌) 단본이다. 신창 맹씨 이외의 맹씨는 어디서 나타난지 모르는 불분명한 맹씨(성씨)이다.

## 기원
맹(孟)씨는 중국 노나라로부터 계출된 성씨로, 중국 평릉(平陵: 협서성 관중도)에 연원을 둔다. 춘추시대 노나라 15대 임금인 환공의 아들 경보(慶父)의 호(號)가 맹손(孟孫) 이라서 맹(孟) 자(字)를 따서 성(姓)으로 삼았다고 한다. 아성(亞聖) 맹자(孟子: 맹가(孟訶))로부터 세계(世系)가 이어진다.

## 신창 맹씨
신창 맹씨(新昌孟氏)의 동래조 맹승훈(孟承訓)은 맹자(孟子)의 40세손이다. 『신창맹씨세계(新昌孟氏世系)』에 의하면 맹승훈은 당(唐)나라 한림원(翰林院)의 오경박사(五經博士)로서 유교를 전파하기 위하여 경전(經典)을 가지고 888년(진성왕 2) 신라로 동래하였다고 한다. 이후 계대를 실전하여 고려 충렬왕 때 예부전서(禮部典書)을 지낸 맹가의 51세손인 맹의(孟儀)를 1세조로 한다. 
맹의의 손자 맹희도(孟希道)가 고려 공민왕 때 문과(文科)에 급제하여 한림어사(翰林御史), 수문전 제학(修文殿提學), 한성윤(漢城尹) 등을 지냈고, 맹희도의 아들 맹사성(孟思誠)이 조선 세종 때 우의정, 좌의정을 역임하며 조선 초기의 문화 창달에 크게 기여하였다.
신창 맹씨는 조선시대 문과 급제자 13명, 무과 급제자 14명을 배출하였다.

## 인물
- 맹희도(孟希道) : 고려 말 한림어사(翰林御史), 수문전 제학(修文殿提學), 한성윤(漢城尹)
- 맹사성(孟思誠) : 고려 말 조선 초의 명재상. 이조판서, 우의정, 좌의정
- 맹석흠(孟碩欽) : 조선 전기 무신. 충청도병마절도사, 적개공신 2등, 가정대부
- 맹세형(孟世衡) : 조선 중기 문신
- 맹주서(孟胄瑞) : 조선 중기 문신
- 맹만시(孟萬始) : 조선 중기 문신, 서화가
- 맹만택(孟萬澤) : 조선 중기 문신
- 맹영재(孟英在) : 조선 후기 무신.
- 맹형규(孟亨奎) : 앵커, 제3대 대한민국 행정안전부 장관, 15~17대 국회의원
- 맹상훈(孟床訓) : 대한민국의 배우